# Порос (Новосибирская область)
Порос — посёлок в Мошковском районе Новосибирской области. Входит в состав городского поселения рабочий посёлок Мошково.

## География
Площадь посёлка — 36 гектаров.

## Население
| 2002 | 2007 | 2010 |
| ---- | ---- | ---- |
| 44   | ↘25  | ↗34  |

## Инфраструктура
В посёлке по данным на 2007 год отсутствует социальная инфраструктура.